# Peleusz
Peleusz – imię męskie pochodzenia greckiego (P-leús / Peleós / Pélios), oznaczające: człowieka "ciemnego, czarniawego; brudnego". Istnieje dwóch świętych tego imienia.
Imię wywodzi się z mitologii greckiej: Mityczny Peleus był mężem Tetydy i ojcem Achillesa.  
Peleusz imieniny obchodzi 20 lutego i 19 września.

## Osoby
- Peleusz – święty biskup z Egiptu, jeden z męczenników fenickich (wspomnienie 20 lutego)
- Peleusz – święty biskup z Egiptu, jeden z męczenników palestyńskich (wspomnienie 19 września)